# 奥斯特拉蒙德拉
奥斯特拉蒙德拉是德国图林根州的一个市镇。总面积18.40平方公里，总人口563人，其中男性276人，女性287人（2011年12月31日），人口密度31人/平方公里。